# Толстый клиент
Толстый клиент (англ. fat client; rich client; heavy client; thick client; также, Rich-клиент) — в архитектуре клиент — сервер — это приложение, обеспечивающее (в противовес тонкому клиенту) расширенную функциональность независимо от центрального сервера. Часто сервер в этом случае является лишь хранилищем данных, а вся работа по обработке и представлению этих данных переносится на машину клиента.

## Достоинства
- Толстый клиент обладает широкой функциональностью в отличие от тонкого.
- Режим многопользовательской работы.
- Предоставляет возможность работы даже при обрывах связи с сервером.
- Высокое быстродействие (зависит от аппаратных средств клиента)

## Недостатки
- Большой размер дистрибутива.
- Многое в работе клиента зависит от того, для какой платформы он разрабатывался.
- При работе с ним возникают проблемы с удалённым доступом к данным.
- Довольно сложный процесс установки и настройки.
- Сложность обновления и связанная с ней неактуальность данных.
- Наличие бизнес-логики.